# Col de la Joux Verte
Der Col de la Joux Verte ist ein 1760 Meter hoher französischer Alpenpass im Département Haute-Savoie (Region Auvergne-Rhône-Alpes), der Morzine mit Avoriaz verbindet. Von Morzine aus bestehen zwei Zufahrtsstrecken: Die kürzere über die D 338, die längere über die D 228.
Der Pass befand sich bisher einmal im Programm der Tour de France, erster auf der Passhöhe war dabei 1981 der Franzose Robert Alban.